# Greci
I greci (in greco Έλληνες?, Éllines) costituiscono un gruppo etnico localizzato principalmente in Grecia e a Cipro. Minoranze di etnia e lingua greca sono poi tradizionalmente localizzate anche in Albania, Turchia, Italia, Russia, Ucraina e Transcaucasia, mentre cospicue comunità si sono stabilite a partire dal XIX secolo in Stati Uniti d'America, Australia, Germania, Regno Unito e Canada. Vaste comunità greche popolavano fino agli anni 1920 anche l'Anatolia, per poi trasferirsi in Grecia nell'ambito dello scambio di popolazioni tra Grecia e Turchia, mentre ampie comunità di greci musulmani si stabilirono in Turchia, Egitto, Libia, Libano e Siria.

## Denominazione
Il popolo greco, chiamato ed autodefinitosi anche Elleni (in greco antico: Ἕλληνες?; in greco Έλληνες?; in latino Graeci), è un gruppo etnico e nazionale originario della Grecia, di Cipro e di alcune regioni intorno al Mar Egeo. Costituiscono anche una diaspora significativa, con comunità greche stabilite in tutto il mondo. La lingua dei greci è il greco moderno o ellenico, che rimase per secoli lingua franca. I greci abitano anche Cipro, dove si definiscono "ciprioti" o "elleno-ciprioti".

Nelle lingue del Vicino Oriente invece ci si riferisce ai greci come ioni, infatti gli arabi e i turchi vennero per la prima volta in contatto con i greci in Asia minore. Nell'antico vicino oriente erano noti con il termine Yavana: infatti "Yavana" e il derivato "Yona" sono traslitterazioni della parola greca per Ioni (in greco antico: Ἴωνες?), che furono probabilmente i primi greci ad essere conosciuti in Oriente. 
Sembra che l'etnonimo Graikoi sia stato un termine usato dai vicini Illiri, Messapi ma anche presso gli Etruschi che chiamavano i greci Kreike.

## Storia
Nell'antichità, i Greci si organizzarono politicamente e amministrativamente in città-stato e il concetto di democrazia ebbe origine proprio lì. Colonie e comunità greche sono state fondate nel corso della storia in molti angoli del Bacino Mediterraneo, anche se la nazione è sempre stata incentrata sul Mar Egeo, dove la lingua greca è stata parlata fin dall'Antica Grecia. Nel IV secolo a.C., la più importante espansione territoriale del Mar Egeo ebbe luogo nel Mediterraneo. Nel IV secolo a.C. la più importante espansione territoriale dei Greci portò l'Ellenismo con Alessandro Magno e i diadochi fino all'Asia centrale e all'India. Successivamente, dopo la caduta dell'Impero romano e di Bisanzio, la cultura greca persistette nel Mediterraneo orientale fino al 1453, anno della conquista turca di Costantinopoli. Sotto l'Impero Ottomano e fino all'inizio del XX secolo, i greci si stabilirono uniformemente tra l'attuale Grecia, la costa occidentale dell'Anatolia, il Mar Nero, l'Egitto, Cipro e Costantinopoli. Dopo la guerra greco-turca (1919-1922), un massiccio scambio di popolazioni tra Grecia e Turchia (1923) lasciò quasi tutta la popolazione etnica greca confinata entro i nuovi confini della Grecia e di Cipro (isola allora integrata nell'Impero britannico). La nuova Grecia si costituì a partire dal 1822 come un tipico stato nazionale dell'epoca, liberato dall'Impero Ottomano. Altre popolazioni più piccole di etnia greca si trovano oggi dall'Italia meridionale e dall'Albania meridionale fino al Caucaso, e anche in comunità della diaspora in molti altri Paesi. Oggi, la maggior parte dei greci appartiene formalmente alla Chiesa ortodossa di Grecia.
Ai greci si possono attribuire notevoli contributi in vari campi della cultura mondiale nel corso della storia (arti visive, letteratura, teatro, filosofia, politica, musica, matematica, scienza, architettura, tecnologia, esplorazione, cucina e sport).